# Palazzo Comunale (Livorno)

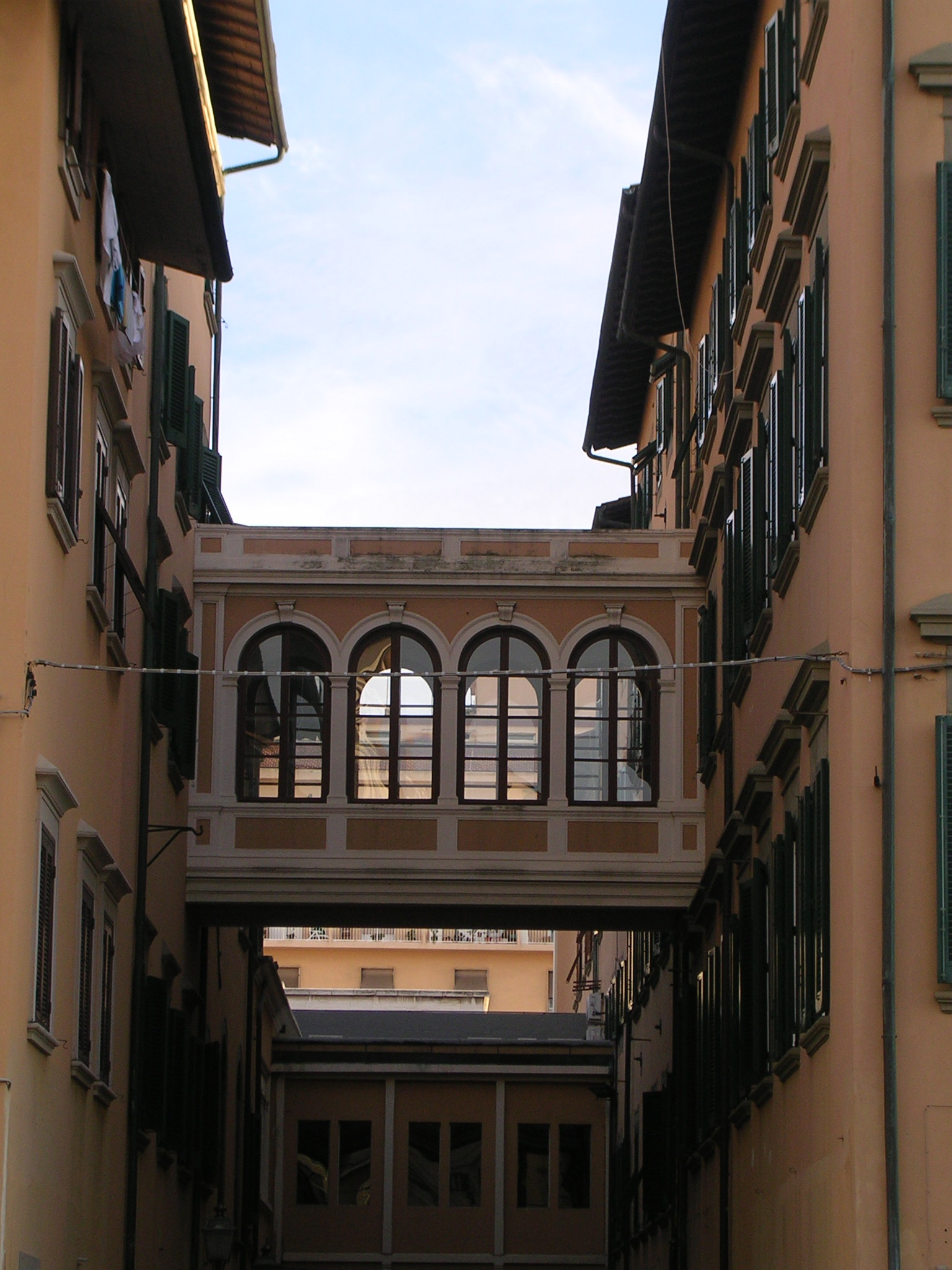
Ponte di collegamento tra il nucleo originario e i successivi ampliamenti

Il Palazzo Comunale è la storica sede del municipio di Livorno.
Si trova sul retro di Palazzo Grande e si affaccia su una piazza che, prima della seconda guerra mondiale, giungeva fino al sagrato del Duomo.
Qui si trovano anche il Palazzo della Dogana e il Palazzo Granducale, rispettivamente sede della Camera di Commercio e dell'Amministrazione provinciale.

## Storia
In origine i rappresentanti del comune labronico si riunivano nei locali di due antiche pievi, oggi scomparse. Quindi si trasferirono in un palazzo in via del Porticciolo, fino a quando, a partire dal 1720, non fu realizzato il nuovo palazzo sulla piazza d'Armi (attuale piazza Grande) su disegno di Giovanni del Fantasia.
Gravemente danneggiato durante il terremoto del 1742, il palazzo fu quasi interamente ricostruito nel 1745, con l'aggiunta di una monumentale doppia rampa di scale ad opera di Bernardino Ciurini.
Nel 1867 fu ampliato occupando i locali di una costruzione posta sul retro del medesimo edificio, nel 1919 fu inaugurata la Sala Consiliare, mentre nel 1929, divenuto sede del podestà, furono avviati nuovi lavori di restauro, con radicali trasformazioni interne a cura dell'ingegnere Enrico Salvais, con la collaborazione dall'ingegnere Luigi Pastore.
I bombardamenti della seconda guerra mondiale colpirono parte della costruzione, distruggendone un'ala; inoltre la scala esterna fu in parte smantellata e depredata dei suoi marmi.
Il palazzo fu così restaurato ed inaugurato nel 1949 alla presenza del sindaco Furio Diaz; al contempo, alcuni uffici furono trasferiti nell'attiguo Palazzo dell'Anagrafe, un edificio sorto nel dopoguerra nell'area in cui si trovava un elegante fabbricato settecentesco di Giovanni Battista Foggini e, ancor prima, il cosiddetto porticciolo dei Genovesi.

## Descrizione
Il fronte principale del palazzo è caratterizzato da una doppia rampa in marmo che conduce al primo piano, mentre alla sommità dell'edificio si innalza una piccola torre campanaria; un tempo la campana suonava per adunare il consiglio della comunità e per le celebrazioni più importanti.
L'interno, pur avendo perso parte del suo patrimonio storico, presenta ancora ambienti di pregevole fattura. 
La galleria araldica conserva oltre cinquanta stemmi, tra i quali quelli del primo castellano, dei primi governatori e del primo gonfaloniere della città, oltre agli stemmi della famiglia Medici e dei Cavalieri di Santo Stefano.
Sulle pareti del primo piano sono collocate lapidi a memoria di importanti avvenimenti storici.
Al medesimo piano, la sala delle cerimonie è ornata con un lampadario in cristallo di Murano e con due grandi dipinti secenteschi, rispettivamente di Luca Giordano (Fiera fuori delle mura della città di Livorno) e del fiammingo Justus Sustermans (Ferdinando II de' Medici e il porto di Livorno).
Dalla sala si accede alla stanza in cui si svolgono le riunioni della giunta e all'ufficio del sindaco, dove è conservato il Capperuccio donato da Ferdinando I de' Medici al Gonfaloniere Benedetto Borromei nel 1606.
La sala del Consiglio, situata nell'addizione est del palazzo, è la maggiore dell'intero edificio.
L'ambiente è ornato con bassorilievi raffiguranti la storia della città, mentre sulle porte d'accesso sono esposti i busti di livornesi illustri: Francesco Domenico Guerrazzi, Vincenzo Malenchini, Enrico Mayer, Angelica Palli, Francesco Bonaini, Giuseppe Orosi, Carlo Bini e Enrico Pollastrini.
Conserva inoltre la bandiera della difesa di Livorno durante l'assedio del 1849 e un grande dipinto settecentesco attribuito a Lorenzo Fratellini, raffigurante Livorno e il suo porto.